# Saint-Pierre-du-Perray
Saint-Pierre-du-Perray ist eine französische Gemeinde mit 12.071 Einwohnern (Stand: 1. Januar 2022) im Département Essonne in der Region Île-de-France. Die Gemeinde gehört zum Arrondissement Évry und ist Teil des Kantons Épinay-sous-Sénart.
Die Einwohner werden Saint-Perreyens genannt.

## Geographie

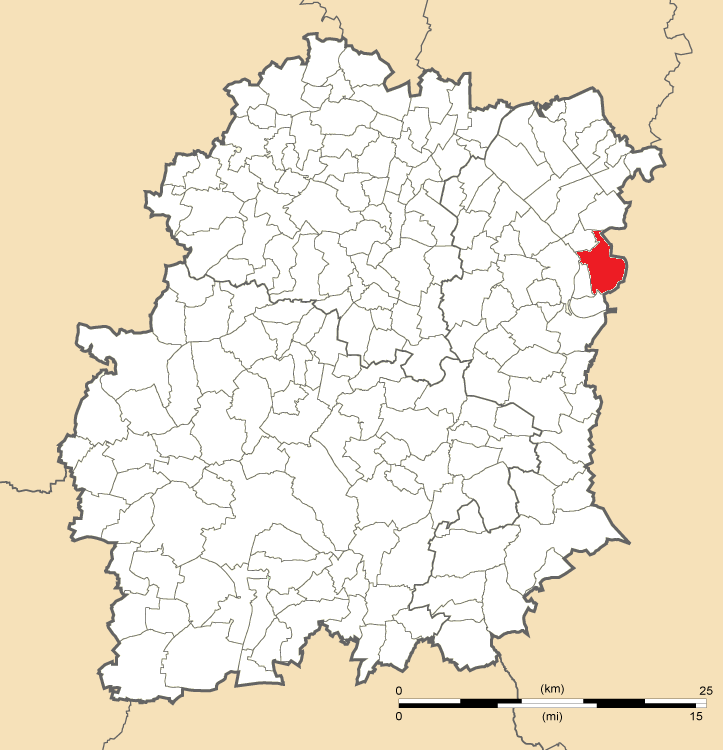
Lage im Département Essonne

Saint-Pierre-du-Perray liegt an der Seine und grenzt unmittelbar an das Département Seine-et-Marne. Umgeben wird Saint-Pierre-du-Perray von den Nachbargemeinden Tigery im Norden, Lieusaint im Nordosten, Savigny-le-Temple im Osten, Nandy im Südosten, Morsang-sur-Seine im Süden, Saintry-sur-Seine im Südwesten, Corbeil-Essonnes im Westen und Saint-Germain-lès-Corbeil im Nordwesten.

## Einwohnerentwicklung
| 1962 | 1968 | 1975  | 1982  | 1990  | 1999  | 2006  | 2011  | 2018   |
| 602  | 611  | 1.360 | 1.849 | 3.342 | 5.801 | 7.733 | 8.618 | 10.930 |

## Sehenswürdigkeiten

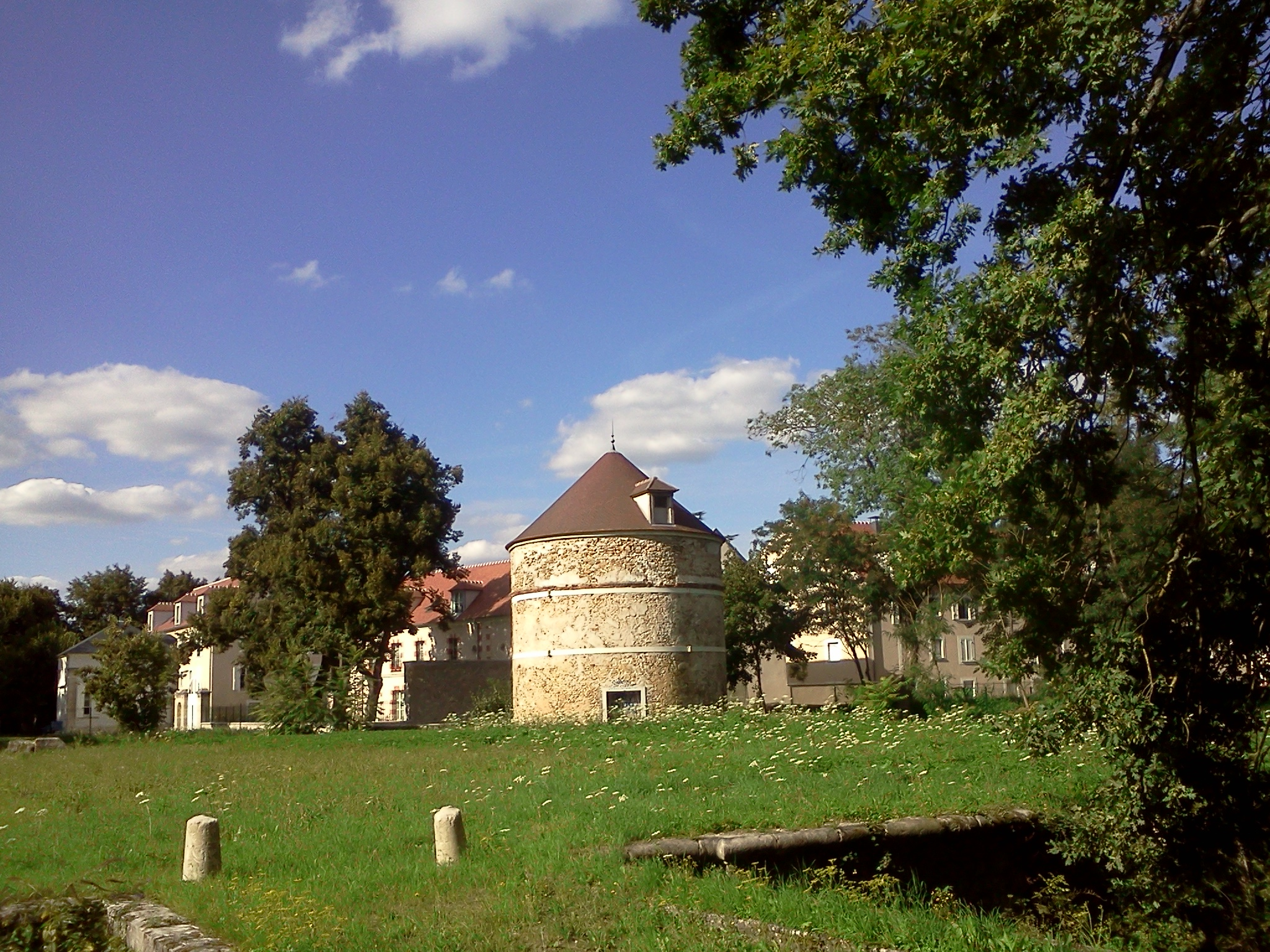
Château in Saint-Pierre-du-Perray

- Château
- Kulturzentrum Serge Gainsbourg
- Park François Mitterrand
- Rathaus